# Montederramo (parroquia)
Montederramo (llamada oficialmente San Cosme de Montederramo) es una parroquia del municipio español de Montederramo, en la provincia de Orense, Galicia. 

## Organización territorial
La parroquia está formada por siete entidades de población:
- Cascarballo
- Cepada (A Cepada)
- Lama (A Lama)
- Verducedo
- Vilapequena (Vila Pequena)
- Viloxe
- Xestosa (A Sextosa)(A Xestosa)

## Demografía
| Gráfica de evolución demográfica de Montederramo entre 2000 y 2022 |
|                                                                    |
| Datos según el nomenclátor publicado por el INE.                   |